# Échangeur de Neuenburg
L’échangeur autoroutier de Neuenburg (en allemand : Autobahndreieck Neuenburg, également appelé Dreieck Neuenburg et abrégé AD Neuenburg) se situe dans la commune de Neuenburg am Rhein, au sud-ouest de Fribourg-en-Brisgau, dans le Land allemand de Bade-Wurtemberg. À cet endroit, une branche de la Bundesautobahn 5 bifurque de l'axe principal pour atteindre le Rhin après 400 m. Elle est ensuite prolongée par l'autoroute française A36, également appelée « La Comtoise ».
L'échangeur se situe à une altitude de 225 m au-dessus du Normalnull (zéro normal).

## Description
L'échangeur se trouve sur le territoire de la commune de Neuenburg am Rhein, située immédiatement après le Rhin, fleuve qui marque la frontière franco-allemande. Les villes environnantes sont Auggen et Schliengen du côté allemand, et Ottmarsheim et Hombourg du côté français. L'échangeur se trouve à environ 35 km au sud-ouest de Fribourg-en-Brisgau, environ 15 km à l'est de Mulhouse et à environ 25 km de Bâle.
À la frontière franco-allemande, l'autoroute française A36 (direction Mulhouse/Beaune) devient la Bundesautobahn 5 allemande. La distance entre la frontière et l'échangeur n'est que de 400 m ; auparavant, la portion de la Bundesautobahn 5 qui reliait l'A36 à l'échangeur constituait à elle seule la Bundesautobahn 862, qui était alors la plus courte autoroute d'Allemagne.
Le type de construction choisi pour l'échangeur de Neuenburg est celui de la « trompette tournant à gauche ». En effet, la branche de l'A5 allemande passe au-dessus de l'A5 principale. Jusqu'à la rampe directe ouest-sud et une partie de la rampe indirecte sud-ouest, la chaussée comporte deux voies. L'Hohlebach, une rivière qui se jette dans le Rhin un peu plus au nord, est enjambée par deux ponts. Au bord du Rhin, le pont de l'autoroute passe au-dessus d'une route à partir de laquelle deux voies réservées au personnel mènent à l'artère principale de l'autoroute A5.

## Fréquentation
| De                           | À                                                                     | Fréquentation quotidienne moyenne |
| ---------------------------- | --------------------------------------------------------------------- | --------------------------------- |
| AS Hartheim/Heitersheim (A5) | AD Neuenburg                                                          | 44 900                            |
| AD Neuenburg                 | Franchissement de la frontière, jusqu'à Ottmarsheim (branche de l'A5) | 13 300                            |
| AD Neuenburg                 | AS Efringen-Kirchen (A5)                                              | 36 200                            |